# Isla de Cuba (1887)

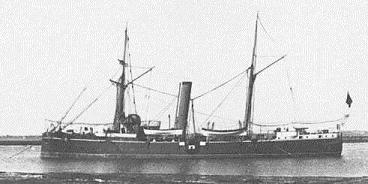
Бронепалубний крейсер «Ісла де Куба»

«Ісла де Куба» — бронепалубний крейсер другого класу ВМС Іспанії типу «Ісла де Лусон», який брав участь у іспано-американській війні, де був захоплений та включений до власного складу ВМС США під тим же іменем.
Він був побудований на англійських верфях Armstrong Mitchell & Co. в Ельсвіку в 1886 році. Захист крейсера складалася з броньованої палуби товщиною від 37 до 62 мм.

## Історія
"Ісла де Лусон"Після завершення він приєднався до флоту Метрополії. У зв'язку з проведеннямВсесвітньої виставки в Барселоні, 20 травня 1888 року, у гавані міста була зібрана  ескадра кораблів іспанського флоту з різних портів, що склалалася з броньованого фрегату Numancia, на парових фрегатів "Герона" і "Бланка",  крейсерів "Кастілья", "Наварра", "Ісла де Лусон", " Ісла деКуба", міноносця  "Деструктор", канонерських човнів "Пілар" і "Кондор" та транспорту "Легаспі". Він брав участь у першій Рифській війні  1893-1894 років, здійснюючи обстріли берегових цілейміж Мелілєю та Чафарінасом. Коли розпочалося повстання на Філіппінах між 1896 і 1897 рр. корабель відправили приєднатися до загону адмірала Патрісіо Монтоджо у Пасарона.
Коли загін Монтоджо здався після битви у Манільскій бухті, іспанський крейсер «Ісла де Куба» був затоплений на мілководді своїм екіпажем, щоб запобігти його захоплення, водночас надбудова частково знаходилася вище рівня води, тому її підпалили члени екіпажу канонерського човна USS Peterel.
Корабель пізніше переобладнали та включили до складу ВМС США для служби на Філіппінах під тою ж назвою — USS Isla de Cuba, хоча він був понижений у класифікації до канонерського човна.
Корабель включили до складу  у військово-морський флот США 11 квітня 1900 року  в Гонконзі, де він проходив капітальний ремонт. Служив під час повстання на Філіппінах після Іспано-американської війни.
USS Isla de Cuba закінчив службу в Азійському флоті, коли вирушив із Себу до Сполучених Штатів, куди прибув 9 червня 1904 року в Портсмуті, Нью-Гемпшир. Він перебував на ремонті до 21 березня 1907 р., коли його передади у військово-морську міліцію штату Меріленд для використання в якості навчального корабля. Він був проданий у Чарлстоні, Південна Кароліна, Республіці Венесуела 2 квітня 1912 року. Під іменем "Mariscal Sucre" служив у ВМС Венесуели, поки його не було утилізовано в 1940 році.